# Clasificación para el Campeonato Europeo de Baloncesto Femenino de 2023
La fase de clasificación para el Campeonato Europeo de Baloncesto Femenino de 2023 se celebró entre noviembre de 2021 y febrero de 2023 para decidir los 14 equipos que se unirán a los coanfitriones Eslovenia e Israel. Participaron 38 equipos divididos en ocho grupos de cuatro equipos y dos grupos de tres equipos. Los diez ganadores de grupo y los cuatro segundos mejores equipos se clasificaron para el torneo. 

## Sorteo
El sorteo de grupos tuvo lugar el 20 de agosto de 2021 en Múnich, Alemania, y los cabezas de serie se definieron según su posición en el Ranking FIBA a 9 de agosto de 2021. 
| Equipo  | Pos |
| ------- | --- |
| España  | 2   |
| Francia | 3   |
| Bélgica | 6   |
| Serbia  | 9   |
| Turquía | 10  |

| Equipo      | Pos |
| ----------- | --- |
| Bielorrusia | 11  |
| Rusia       | 12  |
| Italia      | 13  |
| Grecia      | 15  |
| Suecia      | 18  |

| Equipo          | Pos |
| --------------- | --- |
| Montenegro      | 20  |
| Gran Bretaña    | 21  |
| República Checa | 22  |
| Eslovenia       | 23  |
| Letonia         | 24  |

| Equipo               | Pos |
| -------------------- | --- |
| Eslovenia            | 25  |
| Ucrania              | 26  |
| Bosnia y Herzegovina | 27  |
| Hungría              | 28  |
| Croacia              | 29  |

| Equipo   | Pos |
| -------- | --- |
| Lituania | 33  |
| Polonia  | 39  |
| Alemania | 40  |
| Bulgaria | 45  |
| Rumania  | 47  |

| Equipo       | Pos |
| ------------ | --- |
| Países Bajos | 49  |
| Israel       | 50  |
| Portugal     | 52  |
| Luxemburgo   | 56  |
| Dinamarca    | 57  |

| Equipo  | Pos |
| ------- | --- |
| Suiza   | 58  |
| Irlanda | 60  |
| Austria | 61  |
| Estonia | 62  |

| Equipo              | Pos |
| ------------------- | --- |
| Finlandia           | 64  |
| Islandia            | 68  |
| Macedonia del Norte | 79  |
| Albania             | 102 |

Los grupos quedaron definidos de la siguiente forma:
| Grupo A                                                   | Grupo B                              | Grupo C                            | Grupo D                                          | Grupo E                 |
| --------------------------------------------------------- | ------------------------------------ | ---------------------------------- | ------------------------------------------------ | ----------------------- |
| Bélgica Bosnia y Herzegovina Alemania Macedonia del Norte | Francia Ucrania Lituania Finlandia   | España Hungría Rumania Islandia    | Turquía Eslovenia Polonia Albania                | Serbia Croacia Bulgaria |
| Grupo F                                                   | Grupo G                              | Grupo H                            | Grupo I                                          | Grupo J                 |
| Rusia Montenegro Dinamarca Austria                        | Grecia Gran Bretaña Portugal Estonia | Italia Eslovaquia Luxemburgo Suiza | Bielorrusia República Checa Países Bajos Irlanda | Suecia Letonia Israel   |

## Grupos
Los diez equipos que acaben primeros de cada grupo clasificarán para el EuroBasket femenino de 2023, junto con los dos anfitriones y los cuatro mejores segundos clasificados.
Todos los horarios se muestran en el huso horario local.

### Grupo A
| Pos. | Equipo               | PJ | G | P | GF  | GC  | DG   | Pts | Clasificación   |        | BEL   | GER   | BIH    | MKD    |
| ---- | -------------------- | -- | - | - | --- | --- | ---- | --- | --------------- | ------ | ----- | ----- | ------ | ------ |
| 1    | Bélgica              | 6  | 5 | 1 | 548 | 330 | +218 | 11  | EuroBasket 2023 |        | —     | 84–55 | 100–60 | 112–41 |
| 2    | Alemania             | 6  | 4 | 2 | 432 | 360 | +72  | 10  | EuroBasket 2023 |        | 44–69 | —     | 97–58  | 73–41  |
| 3    | Bosnia y Herzegovina | 6  | 2 | 4 | 412 | 502 | −90  | 8   |                 |        | 87–81 | 61–92 | —      | 66–68  |
| 4    | Macedonia del Norte  | 6  | 1 | 5 | 304 | 504 | −200 | 7   |                 | 43–102 | 47–71 | 64–80 | —      |        |

 Fuente: FIBA
Criterios de clasificación: 1) Puntos; 2) Enfrentamientos directos; 3) Diferencia de puntos; 4) Puntos anotados.

### Grupo B
| Pos. | Equipo    | PJ | G | P | GF  | GC  | DG   | Pts | Clasificación   |       | FRA   | UKR    | LTU   | FIN    |
| ---- | --------- | -- | - | - | --- | --- | ---- | --- | --------------- | ----- | ----- | ------ | ----- | ------ |
| 1    | Francia   | 6  | 5 | 1 | 531 | 432 | +99  | 11  | EuroBasket 2023 |       | —     | 109–88 | 83–56 | 103–77 |
| 2    | Ucrania   | 6  | 4 | 2 | 462 | 456 | +6   | 10  |                 |       | 90–71 | —      | 71–65 | 74–59  |
| 3    | Lituania  | 6  | 3 | 3 | 411 | 414 | −3   | 9   |                 | 75–83 | 81–62 | —      | 69–59 |        |
| 4    | Finlandia | 6  | 0 | 6 | 368 | 470 | −102 | 6   |                 | 46–82 | 71–77 | 56–65  | —     |        |

 Fuente: FIBA
Criterios de clasificación: 1) Puntos; 2) Enfrentamientos directos; 3) Diferencia de puntos; 4) Puntos anotados.
Primera ventana
| 11 de noviembre de 2021 | Lituania                                                                     | 69–59                                | Finlandia                                         | Kėdainiai                                                                                                 |  |
| 19:00                   | Parciales: 20–17, 15–7, 19–15, 15–20                                         | Parciales: 20–17, 15–7, 19–15, 15–20 | Parciales: 20–17, 15–7, 19–15, 15–20              | |  |
|                         | Estadísticas Nacickaitė, Petronytė 16 Labuckienė 10 Nacickaitė 4 Juškaitė 21 | Reporte Pts Reb Asts Val             | Estadísticas 21 Kuier 14 Kuier 4 Pekonen 23 Kuier | Pabellón: Kėdainiai Arena Asistencia: 421 espectadores Árbitros: Andrada Csender Geert Jacobs Silvia Jury |  |

| 11 de noviembre de 2021 | Ucrania                                                          | 90–71                                 | Francia                                                     | Kiev |  |
| 19:00                   | Parciales: 31–23, 23–14, 17–18, 19–16                            | Parciales: 31–23, 23–14, 17–18, 19–16 | Parciales: 31–23, 23–14, 17–18, 19–16                       | |  |
|                         | Estadísticas Iagupova 33 Yurkevichus 19 Dubrovina 12 Filevych 30 | Reporte Pts Reb Asts Val              | Estadísticas 16 Miyem 7 Gruda 4 Johannès, Hériaud 13 Rupert | Pabellón: Palacio de los Deportes Asistencia: 1100 espectadores Árbitros: Andrei Sharapa Josip Jurčević Amalia Marchiş |  |

| 14 de noviembre de 2021 | Finlandia             | vs. | Ucrania | [[]]                      |
|                         | Parciales: –, –, –, – |     |         |                           |
|                         |                       |     |         | Pabellón: [[ ]] Árbitros: |

| 14 de noviembre de 2021 | Francia               | vs. | Lituania | [[]]                      |
|                         | Parciales: –, –, –, – |     |          |                           |
|                         |                       |     |          | Pabellón: [[ ]] Árbitros: |

Segunda ventana
| 24 de noviembre de 2022 | Lituania              | vs. | Ucrania | [[]]                      |
|                         | Parciales: –, –, –, – |     |         |                           |
|                         |                       |     |         | Pabellón: [[ ]] Árbitros: |

| 24 de noviembre de 2022 | Francia               | vs. | Finlandia | [[]]                      |
|                         | Parciales: –, –, –, – |     |           |                           |
|                         |                       |     |           | Pabellón: [[ ]] Árbitros: |

| 27 de noviembre de 2022 | Finlandia             | vs. | Lituania | [[]]                      |
|                         | Parciales: –, –, –, – |     |          |                           |
|                         |                       |     |          | Pabellón: [[ ]] Árbitros: |

| 27 de noviembre de 2022 | Francia               | vs. | Ucrania | [[]]                      |
|                         | Parciales: –, –, –, – |     |         |                           |
|                         |                       |     |         | Pabellón: [[ ]] Árbitros: |

Tercera ventana
| 9 de febrero de 2023 | Ucrania               | vs. | Finlandia | [[]]                      |
|                      | Parciales: –, –, –, – |     |           |                           |
|                      |                       |     |           | Pabellón: [[ ]] Árbitros: |

| 9 de febrero de 2023 | Lituania              | vs. | Francia | [[]]                      |
|                      | Parciales: –, –, –, – |     |         |                           |
|                      |                       |     |         | Pabellón: [[ ]] Árbitros: |

| 12 de febrero de 2023 | Finlandia             | vs. | Francia | [[]]                      |
|                       | Parciales: –, –, –, – |     |         |                           |
|                       |                       |     |         | Pabellón: [[ ]] Árbitros: |

| 12 de febrero de 2023 | Ucrania               | vs. | Lituania | [[]]                      |
|                       | Parciales: –, –, –, – |     |          |                           |
|                       |                       |     |          | Pabellón: [[ ]] Árbitros: |

### Grupo C
| Pos. | Equipo   | PJ | G | P | GF  | GC  | DG   | Pts | Clasificación   |       | ESP   | HUN    | ISL    | ROU    |
| ---- | -------- | -- | - | - | --- | --- | ---- | --- | --------------- | ----- | ----- | ------ | ------ | ------ |
| 1    | España   | 6  | 6 | 0 | 533 | 300 | +233 | 12  | EuroBasket 2023 |       | —     | 77–66  | 120–54 | 107–52 |
| 2    | Hungría  | 6  | 4 | 2 | 505 | 348 | +157 | 10  | EuroBasket 2023 |       | 62–66 | —      | 89–49  | 74–58  |
| 3    | Islandia | 6  | 1 | 5 | 322 | 535 | −213 | 7   |                 |       | 34–88 | 58–115 | —      | 68–58  |
| 4    | Rumania  | 6  | 1 | 5 | 305 | 482 | −177 | 7   |                 | 32–75 | 40–99 | 65–59  | —      |        |

 Fuente: FIBA
Criterios de clasificación: 1) Puntos; 2) Enfrentamientos directos; 3) Diferencia de puntos; 4) Puntos anotados.
Notas:
1. 1 2  Islandia 127–123 Rumanía

Primera ventana
| 11 de noviembre de 2021 | Rumania                                         | 65–59                                 | Islandia                                                                                    | Bucarest                                                                                 |  |
| 18:00                   | Parciales: 16–14, 10–11, 19–21, 20–13           | Parciales: 16–14, 10–11, 19–21, 20–13 | Parciales: 16–14, 10–11, 19–21, 20–13                                                       |                                                                                          |  |
|                         | Estadísticas Orban 19 Orban 18 Podar 6 Orban 30 | Reporte Pts Reb Asts Val              | Estadísticas 17 S. Hinriksdóttir 11 S. Hinriksdóttir 4 S. Hinriksdóttir 15 S. Hinriksdóttir | Pabellón: Gimnasio Polivalente Dinamo Árbitros: Mila Čavara Maria Ignatiou Franko Gracin |  |

| 11 de noviembre de 2021 | Hungría                                                 | 62–66                                 | España                                                       | Szekszárd |  |
| 18:00                   | Parciales: 15–14, 13–19, 18–20, 16–13                   | Parciales: 15–14, 13–19, 18–20, 16–13 | Parciales: 15–14, 13–19, 18–20, 16–13                        | |  |
|                         | Estadísticas Határ 22 Lelik, Határ 8 Horváth 6 Határ 25 | Reporte Pts Reb Asts Val              | Estadísticas 19 Torrens 13 Conde 5 Domínguez, Conde 25 Conde | Pabellón: Szekszárdi Sportközpont Asistencia: 1200 espectadores Árbitros: Kerem Baki Paulina Karolina Gajdosz Vladimir Jevtović |  |

| 14 de noviembre de 2021 | España                                                   | 107–52                              | Rumania                                              | Almería |  |
| 18:00                   | Parciales: 24–19, 22–8, 27–7, 37–18                      | Parciales: 24–19, 22–8, 27–7, 37–18 | Parciales: 24–19, 22–8, 27–7, 37–18                  | |  |
|                         | Estadísticas Etxarri, Conde 21 Conde 10 Conde 7 Conde 33 | Reporte Pts Reb Asts Val            | Estadísticas 16 Stanici 8 Orban 4 Stanici 11 Stanici | Pabellón: Palacio de los Juegos Mediterráneos Asistencia: 2300 espectadores Árbitros: Amal Dahra Silvia Marziali Alexandre Maret |  |

| 14 de noviembre de 2021 | Islandia                                                                                              | 58–115                               | Hungría                                                  | Hafnarfjörður |  |
| 20:00                   | Parciales: 20–28, 17–31, 13–25, 8–31                                                                  | Parciales: 20–28, 17–31, 13–25, 8–31 | Parciales: 20–28, 17–31, 13–25, 8–31                     | |  |
|                         | Estadísticas S. Hinriksdóttir 15 S. Hinriksdóttir 7 Þ. Jónsdóttir, S. Hinriksdóttir 6 H. Jónsdóttir 9 | Reporte Pts Reb Asts Val             | Estadísticas 27 Goree 10 Lelik 11 Studer 30 Lelik, Határ | Pabellón: Ithrottamidstod Asvellir Asistencia: 300 espectadores Árbitros: Sinem Tetik Andris Aunkrogers Goran Sljivic |  |

Segunda ventana
| 24 de noviembre de 2022 | Rumania                                                          | 40–99                                | Hungría                                               | Timișoara |  |
| 18:00                   | Parciales: 4–32, 10–24, 14–18, 12–25                             | Parciales: 4–32, 10–24, 14–18, 12–25 | Parciales: 4–32, 10–24, 14–18, 12–25                  | |  |
|                         | Estadísticas Armanu 9 Virjoghe 8 Ghizila, Ardelean 3 Virjoghe 10 | Reporte Pts Reb Asts Val             | Estadísticas 24 Kiss 12 Goree 5 Lelik, Studer 27 Kiss | Pabellón: Constantin Jude Sports Hall Asistencia: 1000 espectadores Árbitros: Martin Vulić Veronika Vávrová Ilias Kounelles |  |

| 24 de noviembre de 2022 | España                                                     | 120–54                              | Islandia                                                                               | Huelva |  |
| 20:30                   | Parciales: 32–8, 27–8, 32–25, 29–13                        | Parciales: 32–8, 27–8, 32–25, 29–13 | Parciales: 32–8, 27–8, 32–25, 29–13                                                    | |  |
|                         | Estadísticas Araújo 19 Araújo 10 Romero, Conde 6 Araújo 27 | Reporte Pts Reb Asts Val            | Estadísticas 16 S. Hinriksdóttir 5 Kjartansdóttir 3 S. Hinriksdóttir 10 Kjartansdóttir | Pabellón: Palacio de los Deportes Carolina Marín Asistencia: 1400 espectadores Árbitros: Marion Ortis Arnoud Christian van Bochove Joana Pessoa |  |

| 27 de noviembre de 2022 | España                                                             | 77–66                                 | Hungría                                       | Huelva |  |
| 17:00                   | Parciales: 17–16, 26–13, 17–18, 17–19                              | Parciales: 17–16, 26–13, 17–18, 17–19 | Parciales: 17–16, 26–13, 17–18, 17–19         | |  |
|                         | Estadísticas Ndour 21 Tres jugadoras 6 Torrens, Cazorla 6 Ndour 28 | Reporte Pts Reb Asts Val              | Estadísticas 14 Kiss 8 Goree 5 Goree 17 Goree | Pabellón: Palacio de los Deportes Carolina Marin Asistencia: 2500 espectadores Árbitros: Anastasios Kardaris Beniamino Manuel Attard Franko Gracin |  |

| 27 de noviembre de 2022 | Islandia                                                                              | 68–58                                | Rumania                                                           | Reikiavik |  |
| 16:30                   | Parciales: 15–15, 12–17, 19–18, 22–8                                                  | Parciales: 15–15, 12–17, 19–18, 22–8 | Parciales: 15–15, 12–17, 19–18, 22–8                              | |  |
|                         | Estadísticas S. Hinriksdóttir 33 Tres jugadoras 7 Þ. Jónsdóttir 7 S. Hinriksdóttir 22 | Reporte Pts Reb Asts Val             | Estadísticas 21 Virjoghe 17 Virjoghe 3 Ghizila, Podar 31 Virjoghe | Pabellón: Laugardalshöll Asistencia: 850 espectadores Árbitros: Nikola Bejat Anna Belousova Milita Stalaučinskaitė |  |

Tercera ventana
| 9 de febrero de 2023 | Rumania                                                   | 32–75                              | España                                                                | Sfântu Gheorghe                                                                                              |  |
| 18:00                | Parciales: 13–18, 6–20, 8–19, 5–18                        | Parciales: 13–18, 6–20, 8–19, 5–18 | Parciales: 13–18, 6–20, 8–19, 5–18                                    | |  |
|                      | Estadísticas Podar 13 Stanici 7 Catinean, Irimia 3 Fota 4 | Reporte Pts Reb Asts Val           | Estadísticas 14 Salvadores 5 Tres jugadoras 3 Tres jugadoras 15 Ginzo | Pabellón: Sepsi Arena Asistencia: 1700 espectadores Árbitros: Vladimir Jevtović Veronika Vávrová Petar Pešić |  |

| 9 de febrero de 2023 | Hungría                                        | 89–49                                | Islandia                                                                             | Miskolc |  |
| 17:00                | Parciales: 22–16, 27–13, 22–8, 18–12           | Parciales: 22–16, 27–13, 22–8, 18–12 | Parciales: 22–16, 27–13, 22–8, 18–12                                                 | |  |
|                      | Estadísticas' Kiss 17 Kiss 9 Kányási 7 Kiss 23 | Reporte Pts Reb Asts Val             | Estadísticas 19 S. Hinriksdóttir 7 Sigurðardóttir Þ. Jónsdóttir 6 Alexandersdóttir 9 | Pabellón: DVTK Arena Asistencia: 900 espectadores Árbitros: Paulina Karolina Gajdosz Ivana Panov Veronika Obertová |  |

| 12 de febrero de 2023 | Hungría                                         | 74–58                                 | Rumania                                              | Miskolc                                                                                                |  |
| 17:45                 | Parciales: 21–12, 16–22, 15–10, 22–14           | Parciales: 21–12, 16–22, 15–10, 22–14 | Parciales: 21–12, 16–22, 15–10, 22–14                | |  |
|                       | Estadísticas Goree 19 Goree 14 Dubei 5 Goree 31 | Reporte Pts Reb Asts Val              | Estadísticas 15 Șipoș 6 Șipoș 6 Cătinean 17 Cătinean | Pabellón: DVTK Arena Asistencia: 2000 espectadores Árbitros: Josip Jurčević Franko Gracin Ori Shalhavi |  |

| 12 de febrero de 2023 | Islandia                                                                 | 34–88                               | España                                             | Reikiavik |  |
| 19:45                 | Parciales: 10–18, 10–28, 6–24, 8–18                                      | Parciales: 10–18, 10–28, 6–24, 8–18 | Parciales: 10–18, 10–28, 6–24, 8–18                | |  |
|                       | Estadísticas Lárusdóttir 14 Grímsdóttir 7 Þ. Jónsdóttir 4 Lárusdóttir 12 | Reporte Pts Reb Asts Val            | Estadísticas 13 Ginzo 11 Araújo 6 Canella 20 Ginzo | Pabellón: Laugardalshöll Asistencia: 802 espectadores Árbitros: Jelena Tomić Indrė Balnionytė-Gecevičienė Sara Månsson |  |

### Grupo D
| Pos. | Equipo    | PJ | G | P | GF  | GC  | DG   | Pts | Clasificación                  |  | TUR   | POL    | SLO    | ALB    |
| ---- | --------- | -- | - | - | --- | --- | ---- | --- | ------------------------------ |  | ----- | ------ | ------ | ------ |
| 1    | Turquía   | 6  | 5 | 1 | 520 | 345 | +175 | 11  | EuroBasket 2023                |  | —     | 52–41  | 80–74  | 140–44 |
| 2    | Polonia   | 6  | 4 | 2 | 514 | 329 | +185 | 10  |                                |  | 76–72 | —      | 71–78  | 125–19 |
| 3    | Eslovenia | 6  | 3 | 3 | 523 | 374 | +149 | 9   | EuroBasket 2023 como anfitrión |  | 62–78 | 58–65  | —      | 124–52 |
| 4    | Albania   | 6  | 0 | 6 | 241 | 750 | −509 | 6   |                                |  | 48–98 | 50–136 | 28–127 | —      |

 Fuente: FIBA
Criterios de clasificación: 1) Puntos; 2) Enfrentamientos directos; 3) Diferencia de puntos; 4) Puntos anotados.
Primera ventana
| 11 de noviembre de 2021 | Eslovenia                                        | 62–78                                | Turquía                                                   | Liubliana                                                                                                 |  |
| 18:00                   | Parciales: 14–27, 6–19, 18–18, 24–14             | Parciales: 14–27, 6–19, 18–18, 24–14 | Parciales: 14–27, 6–19, 18–18, 24–14                      | |  |
|                         | Estadísticas Oblak 21 Seničar 7 Barič 7 Oblak 15 | Reporte Pts Reb Asts Val             | Estadísticas 16 Çakır 16 Stokes 4 Bilgiç, Aydın 25 Stokes | Pabellón: Kodeljevo Hall Asistencia: 600 espectadores Árbitros: Alexandre Deman Mihkel Männiste Alin Faur |  |

| 11 de noviembre de 2021 | Polonia                                                  | 125–19                            | Albania                                               | Gniezno |  |
| 20:00                   | Parciales: 38–9, 38–4, 29–2, 20–4                        | Parciales: 38–9, 38–4, 29–2, 20–4 | Parciales: 38–9, 38–4, 29–2, 20–4                     | |  |
|                         | Estadísticas Skobel 19 Telenga 13 Sklepowicz 7 Skobel 27 | Reporte Pts Reb Asts Val          | Estadísticas 6 Qosja 4 Lugaj, Lalaj 2 Lugaj 2 Memushi | Pabellón: Gniezno Sports Hall Asistencia: 1015 espectadores Árbitros: Margarita Petrenko Kristīne Simanoviča Indrė Balnionytė |  |

| 14 de noviembre de 2021 | Turquía                                            | 52–41                               | Polonia                                                                | İzmit |  |
| 17:00                   | Parciales: 12–8, 12–11, 16–6, 12–16                | Parciales: 12–8, 12–11, 16–6, 12–16 | Parciales: 12–8, 12–11, 16–6, 12–16                                    | |  |
|                         | Estadísticas Çağlar 12 Stokes 13 Çakır 6 Stokes 16 | Reporte Pts Reb Asts Val            | Estadísticas 16 Gertchen 6 Rembiszewska, Telenga 4 Makurat 16 Gertchen | Pabellón: Şehit Polis Recep Topaloğlu Sports Hall Asistencia: 4261 espectadores Árbitros: Geert Jacobs Jelena Tomić Andrei Sharapa |  |

| 14 de noviembre de 2021 | Albania                                                | 28–127                              | Eslovenia                                                    | Durrës |  |
| 18:00                   | Parciales: 14–30, 0–32, 11–36, 3–29                    | Parciales: 14–30, 0–32, 11–36, 3–29 | Parciales: 14–30, 0–32, 11–36, 3–29                          | |  |
|                         | Estadísticas Lugaj 14 Shallo 7 Baraj, Lalaj 3 Lugaj 11 | Reporte Pts Reb Asts Val            | Estadísticas 24 Jelenc 12 Seničar, Jelenc 8 Rupnik 35 Jelenc | Pabellón: Dhimitraq Goga Sports Palace Asistencia: 100 espectadores Árbitros: Silvia Jury Suzana Vujičić Alexander Eger |  |

Segunda ventana
| 24 de noviembre de 2022 | Turquía                                               | 140–44                               | Albania                                       | Mersin |  |
| 19:00                   | Parciales: 35–10, 39–6, 33–13, 33–15                  | Parciales: 35–10, 39–6, 33–13, 33–15 | Parciales: 35–10, 39–6, 33–13, 33–15          | |  |
|                         | Estadísticas McCowan 28 McCowan 17 Çakır 8 McCowan 39 | Reporte Pts Reb Asts Val             | Estadísticas 9 Lugaj 9 Lalaj 4 Baraj 11 Lalaj | Pabellón: Servet Tazegül Spor Salonu Asistencia: 3500 espectadores Árbitros: Dumitru Stasiev Nataša Dragojević Natalie Galuk |  |

| 24 de noviembre de 2022 | Polonia                                                | 71–78                                 | Eslovenia                                                       | Gniezno |  |
| 17:30                   | Parciales: 14–26, 27–11, 13–17, 17–24                  | Parciales: 14–26, 27–11, 13–17, 17–24 | Parciales: 14–26, 27–11, 13–17, 17–24                           | |  |
|                         | Estadísticas Kastanek 11 Telenga 15 Gajda 4 Telenga 20 | Reporte Pts Reb Asts Val              | Estadísticas 14 Tres jugadoras 7 Lisec, Oblak 13 Oblak 24 Oblak | Pabellón: Gniezno Sports Hall Asistencia: 680 espectadores Árbitros: Beniamino Manuel Attard Andrada Csender Gintaras Mačiulis |  |

| 27 de noviembre de 2022 | Turquía                                                 | 80–74                                 | Eslovenia                                                        | Mersin |  |
| 18:00                   | Parciales: 26–18, 17–19, 19–20, 18–17                   | Parciales: 26–18, 17–19, 19–20, 18–17 | Parciales: 26–18, 17–19, 19–20, 18–17                            | |  |
|                         | Estadísticas McCowan 26 McCowan 9 Şenyürek 6 McCowan 28 | Reporte Pts Reb Asts Val              | Estadísticas 27 Friškovec 7 Tres jugadoras 14 Oblak 38 Friškovec | Pabellón: Servet Tazegül Spor Salonu Asistencia: 5500 espectadores Árbitros: Gintaras Mačiulis Esperanza Mendoza Gatis Saliņš |  |

| 27 de noviembre de 2022 | Albania                                                 | 50–136                              | Polonia                                                                | Durrës |  |
| 17:00                   | Parciales: 6–43, 6–37, 20–24, 18–32                     | Parciales: 6–43, 6–37, 20–24, 18–32 | Parciales: 6–43, 6–37, 20–24, 18–32                                    | |  |
|                         | Estadísticas Verri 11 Qosja 5 Rreshpja, Verri 2 Qosja 7 | Reporte Pts Reb Asts Val            | Estadísticas 23 Banaszak 11 Borkowska, Banaszak 9 Makurat 35 Borkowska | Pabellón: Dhimitraq Goga Sports Palace Asistencia: 100 espectadores Árbitros: Ivana Radinović Ngadhnjim Shabani Aikaterini Asimakaki |  |

Tercera ventana
| 9 de febrero de 2023 | Polonia                                              | 76–72                                 | Turquía                                               | Sosnowiec |  |
| 18:00                | Parciales: 17–17, 20–17, 27–22, 12–16                | Parciales: 17–17, 20–17, 27–22, 12–16 | Parciales: 17–17, 20–17, 27–22, 12–16                 | |  |
|                      | Estadísticas' Skobel 17 Telenga 9 Gajda 14 Skobel 23 | Reporte Pts Reb Asts Val              | Estadísticas 20 Şenyürek 16 McCowan 7 Uzun 33 McCowan | Pabellón: Hala Widowiskowo-Sportowa Asistencia: 653 espectadores Árbitros: Sergii Zashchuk Ville Selkee Suzana Vujicić |  |

| 9 de febrero de 2023 | Eslovenia                                                | 124–52                              | Albania                                                 | Liubliana |  |
| 18:00                | Parciales: 30–19, 33–7, 27–9, 34–17                      | Parciales: 30–19, 33–7, 27–9, 34–17 | Parciales: 30–19, 33–7, 27–9, 34–17                     | |  |
|                      | Estadísticas Jelenc, Vujačić 17 Jelenc 9 Čeh 9 Jelenc 26 | Reporte Pts Reb Asts Val            | Estadísticas 14 Rreshpja 5 Qosja 3 Baraj, Lalaj 8 Palko | Pabellón: Kodeljevo Hall Asistencia: 300 espectadores Árbitros: Ivana Ivanović Claudia Ferrara Martina Mekelová |  |

| 12 de febrero de 2023 | Albania                                                                        | 48–98                                | Turquía                                                    | Durrës |  |
| 17:00                 | Parciales: 16–26, 12–28, 16–24, 4–20                                           | Parciales: 16–26, 12–28, 16–24, 4–20 | Parciales: 16–26, 12–28, 16–24, 4–20                       | |  |
|                       | Estadísticas Rreshpja, Qosja 12 Tres jugadoras 4 Lugaj, Rreshpja 4 Rreshpja 13 | Reporte Pts Reb Asts Val             | Estadísticas 19 McCowan 7 Akalan 6 Bilgiç, Uzun 28 McCowan | Pabellón: Dhimitraq Goga Sports Palace Asistencia: 80 espectadores Árbitros: Milosav Kaluđerović Tomi Panov Xhelai Mumini |  |

| 12 de febrero de 2023 | Eslovenia                                          | 58–65                                | Polonia                                              | Liubliana |  |
| 17:00                 | Parciales: 13–8, 16–16, 15–22, 14–19               | Parciales: 13–8, 16–16, 15–22, 14–19 | Parciales: 13–8, 16–16, 15–22, 14–19                 | |  |
|                       | Estadísticas Lisec 18 Friškovec 8 Barič 6 Lisec 21 | Reporte Pts Reb Asts Val             | Estadísticas 15 Skobel 14 Telenga 5 Gajda 26 Telenga | Pabellón: Kodeljevo Hall Asistencia: 1000 espectadores Árbitros: Péter Práksch Sandra Sánchez Andrea Bongiorni |  |

### Grupo E
| Pos. | Equipo   | PJ | G | P | GF  | GC  | DG   | Pts | Clasificación   |        | SRB   | CRO   | BUL   |
| ---- | -------- | -- | - | - | --- | --- | ---- | --- | --------------- | ------ | ----- | ----- | ----- |
| 1    | Serbia   | 4  | 4 | 0 | 350 | 250 | +100 | 8   | EuroBasket 2023 |        | —     | 85–57 | 79–51 |
| 2    | Croacia  | 4  | 2 | 2 | 300 | 316 | −16  | 6   |                 |        | 66–84 | —     | 93–74 |
| 3    | Bulgaria | 4  | 0 | 4 | 274 | 358 | −84  | 4   |                 | 76–102 | 73–84 | —     |       |

 Fuente: FIBA
Criterios de clasificación: 1) Puntos; 2) Enfrentamientos directos; 3) Diferencia de puntos; 4) Puntos anotados.
Primera ventana
| 11 de noviembre de 2021 | Bulgaria                                                          | 73–84                                 | Croacia                                               | Botevgrad                                                                                                  |  |
| 19:00                   | Parciales: 27–22, 11–26, 21–22, 14–14                             | Parciales: 27–22, 11–26, 21–22, 14–14 | Parciales: 27–22, 11–26, 21–22, 14–14                 | |  |
|                         | Estadísticas H. Ivanova 19 Zatlanova 7 G. Ivanova 6 H. Ivanova 19 | Reporte Pts Reb Asts Val              | Estadísticas 24 Dojkić 12 Begić 6 Dojkić 28 Cvitković | Pabellón: Arena Botevgrad Asistencia: 500 espectadores Árbitros: Gvidas Gedvilas Özge Şentürk Gatis Saliņš |  |

| 14 de noviembre de 2021 | Croacia                                     | 66–84                                | Serbia                                                          | Zabok |  |
| 18:00                   | Parciales: 21–24, 14–31, 16–7, 15–22        | Parciales: 21–24, 14–31, 16–7, 15–22 | Parciales: 21–24, 14–31, 16–7, 15–22                            | |  |
|                         | Estadísticas Begić 19 Bura Begić 4 Begić 22 | Reporte Pts Reb Asts Val             | Estadísticas 33 Crvendakić 9 Krajišnik 9 Anderson 37 Crvendakić | Pabellón: Zabok Sport Hall Asistencia: 350 espectadores Árbitros: Özlem Yalman Thomas Bissuel Alexandre Deman |  |

Segunda ventana
| 24 de noviembre de 2022 | Serbia                                                         | 79–51                               | Bulgaria                                                          | Belgrado |  |
| 17:00                   | Parciales: 25–9, 31–7, 10–22, 13–13                            | Parciales: 25–9, 31–7, 10–22, 13–13 | Parciales: 25–9, 31–7, 10–22, 13–13                               | |  |
|                         | Estadísticas Krajišnik 18 Krajišnik 13 Anderson 8 Krajišnik 28 | Reporte Pts Reb Asts Val            | Estadísticas 14 Hristova 9 Dimitrova 5 Konstantinova 12 Dimitrova | Pabellón: Ranko Žeravica Sports Hall Asistencia: 150 espectadores Árbitros: Marek Kúkelčík Sinem Tetik Eirini Margarita Tsantali |  |

| 27 de noviembre de 2022 | Croacia                                       | 93–74                                 | Bulgaria                                                   | Vukovar |  |
| 19:00                   | Parciales: 24–29, 27–13, 16–14, 26–18         | Parciales: 24–29, 27–13, 16–14, 26–18 | Parciales: 24–29, 27–13, 16–14, 26–18                      | |  |
|                         | Estadísticas Begić 27 Bura 11 Tadić 9 Bura 33 | Reporte Pts Reb Asts Val              | Estadísticas 20 Hristova 9 Hristova 6 Hristova 20 Hristova | Pabellón: Borovo Sports Hall Asistencia: 500 espectadores Árbitros: Valentin Oliot Andrada Csender Can Mavisu |  |

Tercera ventana
| 9 de febrero de 2023 | Serbia                                              | 85–57                                | Croacia                                                     | Belgrado |  |
| 18:00                | Parciales: 29–17, 20–15, 18–16, 18–9                | Parciales: 29–17, 20–15, 18–16, 18–9 | Parciales: 29–17, 20–15, 18–16, 18–9                        | |  |
|                      | Estadísticas Nogić 21 Nogić 10 Jovanović 5 Nogić 29 | Reporte Pts Reb Asts Val             | Estadísticas 27 Zellous 9 Begić 3 Slonjšak, Bura 18 Zellous | Pabellón: Ranko Žeravica Sports Hall Asistencia: 2250 espectadores Árbitros: Mehmet Sahin Anastasios Kardaris Viktor Nagy |  |

| 12 de febrero de 2023 | Bulgaria                                                                  | 76–102                                | Serbia                                                                   | Sámokov                                                                                               |  |
| 18:00                 | Parciales: 22–22, 17–22, 24–30, 13–28                                     | Parciales: 22–22, 17–22, 24–30, 13–28 | Parciales: 22–22, 17–22, 24–30, 13–28                                    | |  |
|                       | Estadísticas Hristova 20 Tres jugadoras 4 Hristova 5 Ivanova, Hristova 13 | Reporte Pts Reb Asts Val              | Estadísticas 29 Anderson 7 Crvendakić, Krajišnik 10 Anderson 38 Anderson | Pabellón: Arena Samokov Asistencia: 500 espectadores Árbitros: Özlem Yalman Kerem Baki Amalia Marchiş |  |

### Grupo F
| Pos. | Equipo     | PJ | G | P | GF  | GC  | DG  | Pts | Clasificación   |       | MNE   | DEN   | AUT   | RUS   |
| ---- | ---------- | -- | - | - | --- | --- | --- | --- | --------------- | ----- | ----- | ----- | ----- | ----- |
| 1    | Montenegro | 4  | 3 | 1 | 283 | 252 | +31 | 7   | EuroBasket 2023 |       | —     | 81–84 | 65–48 | 64–85 |
| 2    | Dinamarca  | 4  | 2 | 2 | 289 | 262 | +27 | 6   |                 |       | 60–67 | —     | 82–48 | –     |
| 3    | Austria    | 4  | 1 | 3 | 222 | 280 | −58 | 5   |                 | 60–70 | 66–63 | —     | –     |       |
| 4    | Rusia      | 0  | 0 | 0 | 0   | 0   | 0   | 0   | Excluido        |       | –     | 77–57 | –     | —     |

 Fuente: FIBA
Criterios de clasificación: 1) Puntos; 2) Enfrentamientos directos; 3) Diferencia de puntos; 4) Puntos anotados.
Notas:
1. ↑  Rusia fue excluida debido a la invasión rusa de Ucrania de 2022. [3]

Primera ventana
| 11 de noviembre de 2021 | Dinamarca                                                   | 82–48                                | Austria                                          | Gentofte                                                                                  |  |
| 18:30                   | Parciales: 16–15, 24–12, 21–13, 21–8                        | Parciales: 16–15, 24–12, 21–13, 21–8 | Parciales: 16–15, 24–12, 21–13, 21–8             |                                                                                           |  |
|                         | Estadísticas Seilund 22 Hesseldal 14 Jespersen 7 Seilund 32 | Reporte Pts Reb Asts Val             | Estadísticas 8 Koizar 5 Koizar 3 Koizar 9 Koizar | Pabellón: Gentofte Sportspark Árbitros: Sonia Teixeira Karolina Andersson Diana Lapanović |  |

| 11 de noviembre de 2021 | Montenegro                                | 64–85                                | Rusia                                         | Podgorica                                                                           |  |
| 18:30                   | Parciales: 8–22, 22–20, 18–26, 16–17      | Parciales: 8–22, 22–20, 18–26, 16–17 | Parciales: 8–22, 22–20, 18–26, 16–17          |                                                                                     |  |
|                         | Estadísticas Gatling 18 Pašić 6 Mujović 3 | Pts Reb Asts                         | Estadísticas 19 Vadeeva 10 Musina 7 Goldyreva | Pabellón: Bemax Arena Árbitros: Martin Horozov Łukasz Jankowski Anastasios Kardaris |  |

| 14 de noviembre de 2021 | Austria                                                           | 60–70                                 | Montenegro                                                       | Schwechat                                                                                                  |  |
| 18:00                   | Parciales: 14–19, 15–17, 18–17, 13–17                             | Parciales: 14–19, 15–17, 18–17, 13–17 | Parciales: 14–19, 15–17, 18–17, 13–17                            | |  |
|                         | Estadísticas Köppl 16 Fuchs-Robetin 6 Koizar 4 Köppl, Schicher 10 | Reporte Pts Reb Asts Val              | Estadísticas 22 Gatling 12 Gatling 4 Mujović, Leković 31 Gatling | Pabellón: Multiversum Asistencia: 320 espectadores Árbitros: Veronika Vávrová Zdenko Tomašovič Nir Meirson |  |

| 14 de noviembre de 2021 | Rusia                                               | 77–57                                 | Dinamarca                                       | Moscú |  |
| 18:00                   | Parciales: 25–16, 17–13, 22–12, 13–16               | Parciales: 25–16, 17–13, 22–12, 13–16 | Parciales: 25–16, 17–13, 22–12, 13–16           | |  |
|                         | Estadísticas Repnikova, Shilova 12 Maiga 9 Glonti 3 | Pts Reb Asts                          | Estadísticas 19 Jespersen 8 Hesseldal 4 Seilund | Pabellón: Alexander Gomelsky Universal Sports Hall CSKA Árbitros: Mihkel Männiste Lizaveta Famina Dumitru Stasiev |  |

Segunda ventana
| 24 de noviembre de 2022 | Rusia | vs. | Austria |  |  |
|                         |       |     |         |  |  |
|                         |       |     |         |  |  |

| 24 de noviembre de 2022 | Dinamarca                                                                | 60–67                                | Montenegro                                                    | Gentofte |  |
| 18:30                   | Parciales: 14–18, 15–16, 7–16, 24–17                                     | Parciales: 14–18, 15–16, 7–16, 24–17 | Parciales: 14–18, 15–16, 7–16, 24–17                          | |  |
|                         | Estadísticas Jespersen 30 Hesseldal 13 Hesseldal, Seilund 5 Jespersen 29 | Reporte Pts Reb Asts Val             | Estadísticas 23 Dubljević 11 Dubljević 3 Mujović 22 Dubljević | Pabellón: Gentofte Sportspark Asistencia: 1500 espectadores Árbitros: Zdenko Tomašovič Esperanza Mendoza Mária Mekelová |  |

| 27 de noviembre de 2022 | Austria                                                               | 66–63                                | Dinamarca                                                     | Viena                                                                                                   |  |
| 18:05                   | Parciales: 18–18, 18–20, 14–19, 16–6                                  | Parciales: 18–18, 18–20, 14–19, 16–6 | Parciales: 18–18, 18–20, 14–19, 16–6                          | |  |
|                         | Estadísticas Koizar 18 Schicher 9 Fuchs-Robetin, Schicher 4 Koizar 20 | Reporte Pts Reb Asts Val             | Estadísticas 21 Jespersen 11 Hesseldal 9 Seilund 17 Jespersen | Pabellón: Hallmann Dome Asistencia: 1200 espectadores Árbitros: Jelena Tomić Jakub Izak Carsten Straube |  |

| 27 de noviembre de 2022 | Rusia | vs. | Montenegro |  |  |
|                         |       |     |            |  |  |
|                         |       |     |            |  |  |

Tercera ventana
| 9 de febrero de 2023 | Montenegro                                                    | 65–48                                 | Austria                                                                     | Podgorica                                                                                             |  |
| 18:00                | Parciales: 15–10, 15–11, 19–15, 16–12                         | Parciales: 15–10, 15–11, 19–15, 16–12 | Parciales: 15–10, 15–11, 19–15, 16–12                                       | |  |
|                      | Estadísticas Dubljević 16 Živković 11 Dubljević 9 Živković 22 | Reporte Pts Reb Asts Val              | Estadísticas 14 Fuchs-Robetin, Sagerer Schicher 7 Koizar 5 Fuchs-Robetin 17 | Pabellón: Bemax Arena Asistencia: 1000 espectadores Árbitros: Hrvoje Čavar Gilbert Hoxha Çisil Güngör |  |

| 9 de febrero de 2023 | Dinamarca | vs. | Rusia |  |  |
|                      |           |     |       |  |  |
|                      |           |     |       |  |  |

| 12 de febrero de 2023 | Austria | vs. | Rusia |  |  |
|                       |         |     |       |  |  |
|                       |         |     |       |  |  |

| 12 de febrero de 2023 | Montenegro                                                      | 81–84 TE                                            | Dinamarca                                                        | Podgorica                                                                                              |  |
| 20:00                 | Parciales: 19–20, 16–13, 20–21, 16–17 (T.E.: 10–13)             | Parciales: 19–20, 16–13, 20–21, 16–17 (T.E.: 10–13) | Parciales: 19–20, 16–13, 20–21, 16–17 (T.E.: 10–13)              | |  |
|                       | Estadísticas Leković 18 Živković 8 Tres jugadoras 4 Živković 18 | Reporte Pts Reb Asts Val                            | Estadísticas 31 Seilund 11 Jespersen 3 Tres jugadoras 32 Seilund | Pabellón: Bemax Arena Asistencia: 2000 espectadores Árbitros: Özge Şentürk Sinem Tetik Zoran Mitrovski |  |

### Grupo G
| Pos. | Equipo       | PJ | G | P | GF  | GC  | DG   | Pts | Clasificación   |       | GRE   | GBR   | POR   | EST    |
| ---- | ------------ | -- | - | - | --- | --- | ---- | --- | --------------- | ----- | ----- | ----- | ----- | ------ |
| 1    | Grecia       | 6  | 5 | 1 | 422 | 380 | +42  | 11  | EuroBasket 2023 |       | —     | 72–65 | 64–57 | 86–61  |
| 2    | Gran Bretaña | 6  | 3 | 3 | 454 | 379 | +75  | 9   | EuroBasket 2023 |       | 66–73 | —     | 78–48 | 100–45 |
| 3    | Portugal     | 6  | 3 | 3 | 378 | 373 | +5   | 9   |                 |       | 66–60 | 69–76 | —     | 62–43  |
| 4    | Estonia      | 6  | 1 | 5 | 338 | 460 | −122 | 7   |                 | 65–67 | 72–69 | 52–76 | —     |        |

 Fuente: FIBA
Criterios de clasificación: 1) Puntos; 2) Enfrentamientos directos; 3) Diferencia de puntos; 4) Puntos anotados.
Notas:
1. 1 2  Gran Bretaña 154–117 Portugal

Primera ventana
| 11 de noviembre de 2021 | Portugal                                                                | 62–43                               | Estonia                                       | Matosinhos |  |
| 18:30                   | Parciales: 15–14, 17–11, 23–4, 7–14                                     | Parciales: 15–14, 17–11, 23–4, 7–14 | Parciales: 15–14, 17–11, 23–4, 7–14           | |  |
|                         | Estadísticas Bettencourt 17 Kostourkova 11 Bettencourt 4 Bettencourt 19 | Reporte Pts Reb Asts Val            | Estadísticas 13 Lass 10 Lass 2 Bratka 15 Lass | Pabellón: Centro de Desportos e Congressos Asistencia: 1500 espectadores Árbitros: Zdenko Tomašovič Alberto Sánchez Alexandre Maret |  |

| 11 de noviembre de 2021 | Gran Bretaña                                                | 66–73                                 | Grecia                                                              | Mánchester |  |
| 19:30                   | Parciales: 15–20, 18–14, 12–20, 21–19                       | Parciales: 15–20, 18–14, 12–20, 21–19 | Parciales: 15–20, 18–14, 12–20, 21–19                               | |  |
|                         | Estadísticas Samuelson 14 Stewart 11 Vanderwal 4 Stewart 23 | Reporte Pts Reb Asts Val              | Estadísticas 17 Nikolopoulou, Spanou 9 Fasoula 5 Fasoula 23 Fasoula | Pabellón: National Basketball Performance Centre Asistencia: 900 espectadores Árbitros: Martin Vulić Jelena Tomić Blaž Zupančič |  |

| 14 de noviembre de 2021 | Grecia                                                       | 64–57                                | Portugal                                                              | Xánthi |  |
| 18:00                   | Parciales: 20–11, 15–8, 12–20, 17–18                         | Parciales: 20–11, 15–8, 12–20, 17–18 | Parciales: 20–11, 15–8, 12–20, 17–18                                  | |  |
|                         | Estadísticas Fasoula 18 Fasoula 12 Nikolopoulou 4 Fasoula 21 | Reporte Pts Reb Asts Val             | Estadísticas 15 da Costa 10 Silva 3 Bettencourt, da Costa 20 Oliveira | Pabellón: Philippos Amoridis Arena Asistencia: 1600 espectadores Árbitros: Petr Hrůša Sergei Beliakov Alexandra-Ioana Stan |  |

| 14 de noviembre de 2021 | Estonia                                              | 72–69                                 | Gran Bretaña                                          | Tallinn                                                                          |  |
| 18:00                   | Parciales: 19–19, 16–22, 16–10, 21–18                | Parciales: 19–19, 16–22, 16–10, 21–18 | Parciales: 19–19, 16–22, 16–10, 21–18                 |                                                                                  |  |
|                         | Estadísticas Teder 15 Teder 7 Sepp, Teder 5 Teder 19 | Reporte Pts Reb Asts Val              | Estadísticas 17 Stewart 12 Stewart 4 Handy 26 Stewart | Pabellón: TalTech Sports Hall Árbitros: Viola Györgyi Péter Praksch Gatis Saliņš |  |

Segunda ventana
| 24 de noviembre de 2022 | Grecia                                                                    | 86–61                                 | Estonia                                                | Faliraki |  |
| 18:00                   | Parciales: 27–15, 17–15, 22–20, 20–11                                     | Parciales: 27–15, 17–15, 22–20, 20–11 | Parciales: 27–15, 17–15, 22–20, 20–11                  | |  |
|                         | Estadísticas Spanou 19 Spanou, Fasoula 9 Pavlopoulou 9 Spanou, Fasoula 23 | Reporte Pts Reb Asts Val              | Estadísticas 11 Toks 11 Pokk 4 Rattasepp, Lass 10 Pokk | Pabellón: Kallithea Palais des Sports Asistencia: 1000 espectadores Árbitros: Kerem Baki Siniša Prpa Alexandra-Ioana Stan |  |

| 24 de noviembre de 2022 | Portugal                                                                | 69–76 TE                                           | Gran Bretaña                                                       | Matosinhos |  |
| 20:30                   | Parciales: 12–16, 19–13, 12–14, 17–17 (T.E.: 9–16)                      | Parciales: 12–16, 19–13, 12–14, 17–17 (T.E.: 9–16) | Parciales: 12–16, 19–13, 12–14, 17–17 (T.E.: 9–16)                 | |  |
|                         | Estadísticas da Costa 33 Kostourkova, S. Silva 6 S. Silva 4 da Costa 27 | Reporte Pts Reb Asts Val                           | Estadísticas 28 Fagbenle 10 Anigwe 5 Fagbenle, Leonard 36 Fagbenle | Pabellón: Centro de Desportos e Congressos Asistencia: 900 espectadores Árbitros: Geert Jacobs Ariadna Chueca Lynn Weiwers |  |

| 27 de noviembre de 2022 | Grecia                                                 | 72–65                                 | Gran Bretaña                                            | Faliraki |  |
| 18:00                   | Parciales: 18–12, 13–26, 18–12, 23–15                  | Parciales: 18–12, 13–26, 18–12, 23–15 | Parciales: 18–12, 13–26, 18–12, 23–15                   | |  |
|                         | Estadísticas Fasoula 22 Spanou 12 Stamati 5 Fasoula 25 | Reporte Pts Reb Asts Val              | Estadísticas 18 Fagbenle 9 Anigwe 8 Leonard 23 Fagbenle | Pabellón: Kallithea Palais des Sports Asistencia: 1400 espectadores Árbitros: Vladimir Jevtović Amalia Marchiş Nir Meirson |  |

| 27 de noviembre de 2022 | Estonia                                                | 52–76                               | Portugal                                                          | Tallinn |  |
| 18:00                   | Parciales: 12–27, 16–21, 6–8, 18–20                    | Parciales: 12–27, 16–21, 6–8, 18–20 | Parciales: 12–27, 16–21, 6–8, 18–20                               | |  |
|                         | Estadísticas Lass, Pulk 12 Koster 8 Koster 4 Koster 13 | Reporte Pts Reb Asts Val            | Estadísticas 15 Bettencourt 9 Kostourkova 6 Soeiro 16 Kostourkova | Pabellón: Pabellón de deportes de la Universidad de Tartu Asistencia: 470 espectadores Árbitros: Paulina Karolina Gajdosz Veronika Vávrová Sinem Tetik |  |

Tercera ventana
| 9 de febrero de 2023 | Gran Bretaña                                              | 100–45                              | Estonia                                           | Mánchester |  |
| 19:30                | Parciales: 23–10, 25–7, 24–20, 28–8                       | Parciales: 23–10, 25–7, 24–20, 28–8 | Parciales: 23–10, 25–7, 24–20, 28–8               | |  |
|                      | Estadísticas Fagbenle 23 Fagbenle 7 Leonard 8 Fagbenle 30 | Reporte Pts Reb Asts Val            | Estadísticas 11 Koster 12 Koster 4 Pokk 17 Koster | Pabellón: National Basketball Performance Centre Asistencia: 500 espectadores Árbitros: Dariusz Zapolski Emma Perry Valentin Oliot |  |

| 9 de febrero de 2023 | Portugal                                                      | 66–60                                | Grecia                                                      | Odivelas |  |
| 20:30                | Parciales: 13–9, 17–13, 16–18, 20–20                          | Parciales: 13–9, 17–13, 16–18, 20–20 | Parciales: 13–9, 17–13, 16–18, 20–20                        | |  |
|                      | Estadísticas Bettencourt 32 Silva Bettencourt 4 Bettencourt36 | Reporte Pts Reb Asts Val             | Estadísticas 27 Fasoula 12 Fasoula 7 Pavlopoulou 30 Fasoula | Pabellón: Pavilhão Multiusos de Odivelas Asistencia: 1600 espectadores Árbitros: Viola Györgyi Esperanza Mendoza Gellért Kapitány |  |

| 12 de febrero de 2023 | Estonia                                             | 65–67                                 | Grecia                                                              | Tallinn                                                                                               |  |
| 18:00                 | Parciales: 16–18, 18–14, 19–15, 12–20               | Parciales: 16–18, 18–14, 19–15, 12–20 | Parciales: 16–18, 18–14, 19–15, 12–20                               | |  |
|                       | Estadísticas Bratka 18 Koster 11 Koster 6 Koster 27 | Reporte Pts Reb Asts Val              | Estadísticas 17 Stamati 10 Spanou 4 Stamolamprou, Spanou 17 Stamati | Pabellón: Unibet Arena Asistencia: 423 espectadores Árbitros: Petr Hrůša Sergii Zashchuk Ville Selkee |  |

| 12 de febrero de 2023 | Gran Bretaña                                                  | 78–48                                 | Portugal                                                      | Mánchester |  |
| 16:00                 | Parciales: 10–13, 25–10, 23–10, 20–15                         | Parciales: 10–13, 25–10, 23–10, 20–15 | Parciales: 10–13, 25–10, 23–10, 20–15                         | |  |
|                       | Estadísticas Fagbenle 17 Fagbenle 9 Winterburn 11 Fagbenle 24 | Reporte Pts Reb Asts Val              | Estadísticas 19 Silva 6 Kostourkova 3 Tres jugadoras 16 Silva | Pabellón: National Basketball Performance Centre Asistencia: 963 espectadores Árbitros: Martin Vulić Gvidas Gedvilas Laure Coanus |  |

### Grupo H
| Pos. | Equipo     | PJ | G | P | GF  | GC  | DG   | Pts | Clasificación   |       | ITA    | SVK   | LUX    | SUI   |
| ---- | ---------- | -- | - | - | --- | --- | ---- | --- | --------------- | ----- | ------ | ----- | ------ | ----- |
| 1    | Italia     | 6  | 6 | 0 | 498 | 317 | +181 | 12  | EuroBasket 2023 |       | —      | 81–60 | 82–48  | 78–29 |
| 2    | Eslovaquia | 6  | 4 | 2 | 460 | 366 | +94  | 10  | EuroBasket 2023 |       | 66–69  | —     | 114–59 | 78–50 |
| 3    | Luxemburgo | 6  | 1 | 5 | 350 | 483 | −133 | 7   |                 |       | 51–109 | 57–77 | —      | 54–58 |
| 4    | Suiza      | 6  | 1 | 5 | 293 | 435 | −142 | 7   |                 | 63–79 | 50–65  | 43–81 | —      |       |

 Fuente: FIBA
Criterios de clasificación: 1) Puntos; 2) Enfrentamientos directos; 3) Diferencia de puntos; 4) Puntos anotados.
Notas:
1. 1 2  Luxemburgo 135–101 Suiza

Primera ventana
| 11 de noviembre de 2021 | Eslovaquia                                                      | 66–69                                | Italia                                              | Piešťany |  |
| 18:00                   | Parciales: 26–23, 7–10, 23–10, 10–26                            | Parciales: 26–23, 7–10, 23–10, 10–26 | Parciales: 26–23, 7–10, 23–10, 10–26                | |  |
|                         | Estadísticas Bálintová 16 Jakubcová 10 Dudášová 6 Hruščáková 17 | Reporte Pts Reb Asts Val             | Estadísticas 19 Romeo 7 Keys 8 Zandalasini 20 Romeo | Pabellón: Diplomat Arena Asistencia: 750 espectadores Árbitros: Gintaras Mačiulis Elena Chernova Ivana Ivanović |  |

| 11 de noviembre de 2021 | Luxemburgo                                                            | 54–58                                | Suiza                                                         | Ciudad de Luxemburgo                                                                                   |  |
| 19:00                   | Parciales: 17–12, 14–7, 12–23, 11–16                                  | Parciales: 17–12, 14–7, 12–23, 11–16 | Parciales: 17–12, 14–7, 12–23, 11–16                          | |  |
|                         | Estadísticas Meynadier 14 Skrijelj 10 Mossong, Skrijelj 4 Skrijelj 19 | Reporte Pts Reb Asts Val             | Estadísticas 29 Herminjard 11 Herminjard 5 Fora 29 Herminjard | Pabellón: d'Coque Asistencia: 318 espectadores Árbitros: Marlon Ortis Veronika Vávrová Ewa Matuszewska |  |

| 14 de noviembre de 2021 | Suiza                                                                       | 50–65                                 | Eslovaquia                                                                 | Friburgo                                                                                            |  |
| 17:00                   | Parciales: 14–16, 12–12, 11–18, 13–19                                       | Parciales: 14–16, 12–12, 11–18, 13–19 | Parciales: 14–16, 12–12, 11–18, 13–19                                      | |  |
|                         | Estadísticas Herminjard 29 Stoianov 13 Stoianov, Herminjard 3 Herminjard 30 | Reporte Pts Reb Asts Val              | Estadísticas 16 Jakubcová 10 Hruščáková, Oroszová 7 Bálintová 21 Jakubcová | Pabellón: Site Sportif Saint Léonard Árbitros: Cecilia Montgomery-Tóth Mila Čavara Jelena Smiljanić |  |

| 14 de noviembre de 2021 | Italia                                               | 82–48                                | Luxemburgo                                                   | Faenza |  |
| 18:00                   | Parciales: 23–14, 17–12, 18–15, 24–7                 | Parciales: 23–14, 17–12, 18–15, 24–7 | Parciales: 23–14, 17–12, 18–15, 24–7                         | |  |
|                         | Estadísticas Madera 16 Keys 11 Zandalasini 7 Keys 26 | Reporte Pts Reb Asts Val             | Estadísticas 15 Meynadier 6 Skrijelj 4 Skrijelj 18 Meynadier | Pabellón: PalaCattani Asistencia: 1400 espectadores Árbitros: Ariadna Chueca Duhan Köyiçi Paulina Karolina Gajdosz |  |

Segunda ventana
| 24 de noviembre de 2022 | Luxemburgo                                                  | 57–77                                 | Eslovaquia                                                                   | Ciudad de Luxemburgo                                                                              |  |
| 19:00                   | Parciales: 19–10, 11–26, 14–28, 13–13                       | Parciales: 19–10, 11–26, 14–28, 13–13 | Parciales: 19–10, 11–26, 14–28, 13–13                                        |                                                                                                   |  |
|                         | Estadísticas Etute 27 Etute 15 Geniets, Skrijelj 4 Etute 30 | Reporte Pts Reb Asts Val              | Estadísticas 17 Wrzesiński 10 Jakubcová, Oroszová 6 Wrzesiński 17 Wrzesiński | Pabellón: d'Coque Asistencia: 643 espectadores Árbitros: Valentin Oliot Laure Coanus José Pedroso |  |

| 24 de noviembre de 2022 | Italia                                                                 | 78–29                              | Suiza                                                      | Nápoles |  |
| 19:00                   | Parciales: 25–10, 26–12, 19–4, 8–3                                     | Parciales: 25–10, 26–12, 19–4, 8–3 | Parciales: 25–10, 26–12, 19–4, 8–3                         | |  |
|                         | Estadísticas Zandalasini 17 Andrè 10 Bestagno, Zandalasini 5 Verona 19 | Reporte Pts Reb Asts Val           | Estadísticas 7 Favre 4 Favre 2 Tres jugadoras 7 Herminjard | Pabellón: PalaBarbuto Asistencia: 930 espectadores Árbitros: Özlem Yalman Çisil Güngör Anastasia Tsakiraki |  |

| 27 de noviembre de 2022 | Suiza                                                       | 43–81                                 | Luxemburgo                                                    | Friburgo |  |
| 17:00                   | Parciales: 11–22, 12–16, 10–15, 10–28                       | Parciales: 11–22, 12–16, 10–15, 10–28 | Parciales: 11–22, 12–16, 10–15, 10–28                         | |  |
|                         | Estadísticas Constantin 16 Schwarz 8 Jacqot, Fora 4 Fora 11 | Reporte Pts Reb Asts Val              | Estadísticas 24 Mreches 12 Etute 5 Jablonowski 30 Jablonowski | Pabellón: Site Sportif Saint Léonard Asistencia: 345 espectadores Árbitros: Suzana Vujičić Daniella Török Sandra Sánchez |  |

| 27 de noviembre de 2022 | Italia                                                         | 81–60                                | Eslovaquia                                                       | Nápoles |  |
| 19:00                   | Parciales: 19–9, 23–15, 24–18, 15–18                           | Parciales: 19–9, 23–15, 24–18, 15–18 | Parciales: 19–9, 23–15, 24–18, 15–18                             | |  |
|                         | Estadísticas Verona 16 Verona 8 Romeo, Zandalasini 6 Verona 22 | Reporte Pts Reb Asts Val             | Estadísticas 16 Páleníková 8 Jakubcová 9 Wrzesiński 18 Jakubcová | Pabellón: PalaBarbuto Asistencia: 1600 espectadores Árbitros: Blaž Zupančič Josip Jurčević Diana Lapanović |  |

Tercera ventana
| 9 de febrero de 2023 | Eslovaquia                                                    | 78–50                                | Suiza                                               | Piešťany |  |
| 18:00                | Parciales: 15–18, 23–13, 23–9, 17–10                          | Parciales: 15–18, 23–13, 23–9, 17–10 | Parciales: 15–18, 23–13, 23–9, 17–10                | |  |
|                      | Estadísticas Mištinová 17 Mištinová 11 Stašová 5 Mištinová 26 | Reporte Pts Reb Asts Val             | Estadísticas 14 Herminjard 6 Favre 4 Favre 12 Hatch | Pabellón: Dipomat Arena Asistencia: 888 espectadores Árbitros: Karolina Andersson Can Mavisu Bartłomiej Kucharski |  |

| 9 de febrero de 2023 | Luxemburgo                                                         | 51–109                               | Italia                                                        | Ciudad de Luxemburgo                                                                                |  |
| 19:00                | Parciales: 13–24, 12–25, 18–25, 8–35                               | Parciales: 13–24, 12–25, 18–25, 8–35 | Parciales: 13–24, 12–25, 18–25, 8–35                          | |  |
|                      | Estadísticas Geniets 16 Tres jugadoras 7 Tres jugadoras 2 Etute 10 | Reporte Pts Reb Asts Val             | Estadísticas 21 Romeo 8 Andrè 6 Zandalasini, Fassina 23 Andrè | Pabellón: d'Coque Asistencia: 600 espectadores Árbitros: Alexandre Maret Pierre Gilis David Caballe |  |

| 12 de febrero de 2023 | Suiza                                                             | 63–79                                 | Italia                                                     | Friburgo |  |
| 17:00                 | Parciales: 21–19, 12–17, 18–20, 12–23                             | Parciales: 21–19, 12–17, 18–20, 12–23 | Parciales: 21–19, 12–17, 18–20, 12–23                      | |  |
|                       | Estadísticas Fora 14 Favre 10 Herminjard 9 Schwarz, Herminjard 15 | Reporte Pts Reb Asts Val              | Estadísticas 16 Andrè 7 Zandalasini 9 Zandalasini 25 Andrè | Pabellón: Site Sportif Saint Léonard Asistencia: 627 espectadores Árbitros: Marion Ortis Kate Unsworth Joana Pessoa |  |

| 12 de febrero de 2023 | Eslovaquia                                                           | 114–59                                | Luxemburgo                                                              | Piešťany |  |
| 19:00                 | Parciales: 28–19, 30–11, 35–17, 21–12                                | Parciales: 28–19, 30–11, 35–17, 21–12 | Parciales: 28–19, 30–11, 35–17, 21–12                                   | |  |
|                       | Estadísticas Mištinová 25 Oroszová 9 Stašová, Buknová 4 Mištinová 30 | Reporte Pts Reb Asts Val              | Estadísticas 13 Skrijelj, Etute 8 Skrijelj, Etute 5 Mossong 12 Skrijelj | Pabellón: Diplomat Arena Asistencia: 900 espectadores Árbitros: Cecilia Montgomery-Tóth Milita Stalaučinskaitė Mateusz Skorek |  |

### Grupo I
| Pos. | Equipo          | PJ | G | P | GF  | GC  | DG  | Pts | Clasificación   |       | CZE   | NED   | IRL   | BLR   |
| ---- | --------------- | -- | - | - | --- | --- | --- | --- | --------------- | ----- | ----- | ----- | ----- | ----- |
| 1    | República Checa | 4  | 4 | 0 | 284 | 226 | +58 | 8   | EuroBasket 2023 |       | —     | 69–49 | 74–57 | 60–66 |
| 2    | Países Bajos    | 4  | 2 | 2 | 256 | 256 | 0   | 6   |                 |       | 66–71 | —     | 82–60 | –     |
| 3    | Irlanda         | 4  | 0 | 4 | 227 | 285 | −58 | 4   |                 | 54–70 | 56–59 | —     | –     |       |
| 4    | Bielorrusia     | 0  | 0 | 0 | 0   | 0   | 0   | 0   | Excluido        |       | –     | 83–72 | –     | —     |

 Fuente: FIBA
Criterios de clasificación: 1) Puntos; 2) Enfrentamientos directos; 3) Diferencia de puntos; 4) Puntos anotados.
Notas:
1. ↑  Bielorusia fue excluida debido a la invasión rusa de Ucrania de 2022. [3]

Primera ventana
| 11 de noviembre de 2021 | Países Bajos                                           | 82–60                                 | Irlanda                                          | Amsterdam                                                                                                |  |
| 18:30                   | Parciales: 31–10, 15–15, 15–20, 21–15                  | Parciales: 31–10, 15–15, 15–20, 21–15 | Parciales: 31–10, 15–15, 15–20, 21–15            | |  |
|                         | Estadísticas Treffers 18 Hof 12 Westerik 4 Treffers 21 | Reporte Pts Reb Asts Val              | Estadísticas 16 Melia 7 Finn 5 Thornton 19 Melia | Pabellón: Sporthallen Zuid Asistencia: 799 espectadores Árbitros: Amal Dahra Danjana Rey Ivana Radinović |  |

| 11 de noviembre de 2021 | República Checa                                     | 60–66                                 | Bielorrusia                                              | Praga                                                                    |  |
| 18:45                   | Parciales: 19–15, 12–15, 16–19, 13–17               | Parciales: 19–15, 12–15, 16–19, 13–17 | Parciales: 19–15, 12–15, 16–19, 13–17                    |                                                                          |  |
|                         | Estadísticas' Březinová 14 Voráčková 14 Vyoralová 4 | Pts Reb Asts                          | Estadísticas 25 Papova 12 Bentley, Verameyenka 7 Bentley | Pabellón: Královka Arena Árbitros: Viola Györgyi Sinem Tetik Siniša Prpa |  |

| 14 de noviembre de 2021 | Bielorrusia                                           | 83–72 TE                                           | Países Bajos                                       | Minsk                                                                               |  |
| 15:00                   | Parciales: 16–21, 18–15, 13–14, 20–17 (T.E.: 16–5)    | Parciales: 16–21, 18–15, 13–14, 20–17 (T.E.: 16–5) | Parciales: 16–21, 18–15, 13–14, 20–17 (T.E.: 16–5) |                                                                                     |  |
|                         | Estadísticas Verameyenka 23 Verameyenka 13 Tarasava 9 | Pts Reb Asts                                       | Estadísticas 16 Hof 13 Hof 5 Cornelius             | Pabellón: Minsk Sports Palace Árbitros: Tanel Suslov Andrada Csender Ivana Ivanović |  |

| 14 de noviembre de 2021 | Irlanda                                          | 54–70                                 | República Checa                                                     | Dublín |  |
| 17:00                   | Parciales: 10–23, 11–14, 17–17, 16–16            | Parciales: 10–23, 11–14, 17–17, 16–16 | Parciales: 10–23, 11–14, 17–17, 16–16                               | |  |
|                         | Estadísticas Tiernan 12 Melia 9 Melia 4 Melia 10 | Reporte Pts Reb Asts Val              | Estadísticas 12 Reisingerová 5 Tres jugadoras 5 Záplatová 16 Šípová | Pabellón: National Basketball Arena Asistencia: 758 espectadores Árbitros: Kate Unsworth Nemanja Ninković Davíð Tómasson |  |

Segunda ventana
| 24 de noviembre de 2022 | Países Bajos                                                         | 66–71                                 | República Checa                                                         | Almere |  |
| 19:00                   | Parciales: 15–24, 13–19, 23–16, 15–12                                | Parciales: 15–24, 13–19, 23–16, 15–12 | Parciales: 15–24, 13–19, 23–16, 15–12                                   | |  |
|                         | Estadísticas Fokke, Westerik 11 Bettonvil 7 Bettonvil 4 Bettonvil 16 | Reporte Pts Reb Asts Val              | Estadísticas 19 Reisingerová 7 Reisingerová 8 Voráčková 23 Reisingerová | Pabellón: Topsportcentrum Asistencia: 1100 espectadores Árbitros: Jelena Tomić Mehmet Karabilecen Franko Gracin |  |

| 24 de noviembre de 2022 | Bielorrusia | vs. | Irlanda |  |  |
|                         |             |     |         |  |  |
|                         |             |     |         |  |  |

| 27 de noviembre de 2022 | Irlanda                                                 | 56–59                               | Países Bajos                                                                  | Dublín |  |
| 17:15                   | Parciales: 21–9, 13–5, 12–28, 10–17                     | Parciales: 21–9, 13–5, 12–28, 10–17 | Parciales: 21–9, 13–5, 12–28, 10–17                                           | |  |
|                         | Estadísticas Melia 19 Melia 13 Finn, Herlihy 4 Melia 26 | Reporte Pts Reb Asts Val            | Estadísticas 15 Bettonvil 9 Bettonvil, Treffers 3 Tres jugadores 17 Bettonvil | Pabellón: National Basketball Arena Asistencia: 1500 espectadores Árbitros: Marion Ortis Kate Unsworth Laure Coanus |  |

| 27 de noviembre de 2022 | Bielorrusia | vs. | República Checa |  |  |
|                         |             |     |                 |  |  |
|                         |             |     |                 |  |  |

Tercera ventana
| 9 de febrero de 2023 | República Checa                                                                   | 74–57                                 | Irlanda                                                         | Praga |  |
| 17:00                | Parciales: 26–14, 17–13, 15–12, 16–18                                             | Parciales: 26–14, 17–13, 15–12, 16–18 | Parciales: 26–14, 17–13, 15–12, 16–18                           | |  |
|                      | Estadísticas Stoupalová, Voráčková 16 Cuatro jugadoras 7 Voráčková 6 Voráčková 25 | Reporte Pts Reb Asts Val              | Estadísticas 16 E. Thornton 10 Herlihy 4 E. Thornton 19 Herlihy | Pabellón: Královka Arena Asistencia: 1012 espectadores Árbitros: Goran Sljivic Marina Shalamberidze Aleksandar Radonjić |  |

| 9 de febrero de 2023 | Países Bajos | vs. | Bielorrusia |  |  |
|                      |              |     |             |  |  |
|                      |              |     |             |  |  |

| 13 de febrero de 2023 | Irlanda | vs. | Bielorrusia |  |  |
|                       |         |     |             |  |  |
|                       |         |     |             |  |  |

| 13 de febrero de 2023 | República Checa                                                         | 69–49                                | Países Bajos                                                         | Praga                                                                                  |  |
| 18:00                 | Parciales: 10–12, 21–7, 23–11, 15–19                                    | Parciales: 10–12, 21–7, 23–11, 15–19 | Parciales: 10–12, 21–7, 23–11, 15–19                                 |                                                                                        |  |
|                       | Estadísticas Březinová 19 Voráčková, Hamzová 6 Voráčková 4 Březinová 20 | Reporte Pts Reb Asts Val             | Estadísticas 9 Vennema, Fokke 7 van den Adel 4 van den Adel 12 Adams | Pabellón: Královka Arena Árbitros: Alexandra-Ioana Stan Ewa Matuszewska Armin Mutapčić |  |

### Grupo J
| Pos. | Equipo  | PJ | G | P | GF  | GC  | DG  | Pts | Clasificación                  |  | LAT   | ISR   | SWE   |
| ---- | ------- | -- | - | - | --- | --- | --- | --- | ------------------------------ |  | ----- | ----- | ----- |
| 1    | Letonia | 4  | 4 | 0 | 301 | 264 | +37 | 8   | EuroBasket 2023                |  | —     | 79–73 | 89–70 |
| 2    | Israel  | 4  | 2 | 2 | 275 | 266 | +9  | 6   | EuroBasket 2023 como anfitrión |  | 56–62 | —     | 71–57 |
| 3    | Suecia  | 4  | 0 | 4 | 260 | 306 | −46 | 4   |                                |  | 65–71 | 68–75 | —     |

 Fuente: FIBA
Criterios de clasificación: 1) Puntos; 2) Enfrentamientos directos; 3) Diferencia de puntos; 4) Puntos anotados.
Primera ventana
| 11 de noviembre de 2021 | Israel                                                       | 56–62                                | Letonia                                                          | Tel Aviv                                                                               |  |
| 18:00                   | Parciales: 20–6, 12–24, 12–20, 12–12                         | Parciales: 20–6, 12–24, 12–20, 12–12 | Parciales: 20–6, 12–24, 12–20, 12–12                             |                                                                                        |  |
|                         | Estadísticas Garzon 16 Fleischer 7 Eisner 7 Garzon, Raber 12 | Reporte Pts Reb Asts Val             | Estadísticas 24 Šteinberga 11 Šteinberga 5 Babkina 25 Šteinberga | Pabellón: Tel Aviv Arena Árbitros: Jelena Smiljanić Péter Praksch Alexandra-Ioana Stan |  |

| 14 de noviembre de 2021 | Letonia                                                           | 89–70                                 | Suecia                                                                   | Riga                                                                                     |  |
| 17:15                   | Parciales: 22–21, 25–18, 23–21, 19–10                             | Parciales: 22–21, 25–18, 23–21, 19–10 | Parciales: 22–21, 25–18, 23–21, 19–10                                    |                                                                                          |  |
|                         | Estadísticas Šteinberga 34 Šteinberga 13 Babkina 12 Šteinberga 42 | Reporte Pts Reb Asts Val              | Estadísticas 21 Lundquist 5 Lundquist, Nyström 10 Lundquist 27 Lundquist | Pabellón: Rimi Olympic Centre Árbitros: Gintaras Vitkauskas Ali Şakacı Gintaras Mačiulis |  |

Segunda ventana
| 24 de noviembre de 2021 | Suecia                                                      | 68–75                                 | Israel                                         | Uppsala                                                                                                |  |
| 19:05                   | Parciales: 14–14, 16–13, 15–28, 23–20                       | Parciales: 14–14, 16–13, 15–28, 23–20 | Parciales: 14–14, 16–13, 15–28, 23–20          | |  |
|                         | Estadísticas Lundquist 21 Zahui 10 Lundquist 8 Lundquist 21 | Reporte Pts Reb Asts Val              | Estadísticas 19 Baron 9 Cohen 4 Karsh 22 Cohen | Pabellón: Fyrishov Asistencia: 1948 espectadores Árbitros: Gvidas Gedvilas Viola Györgyi Péter Praksch |  |

| 27 de noviembre de 2022 | Letonia                                                        | 79–73                                 | Israel                                             | Riga |  |
| 15:00                   | Parciales: 19–21, 15–16, 24–24, 21–12                          | Parciales: 19–21, 15–16, 24–24, 21–12 | Parciales: 19–21, 15–16, 24–24, 21–12              | |  |
|                         | Estadísticas Laksa 23 Šteinberga 10 Šteinberga 7 Šteinberga 25 | Reporte Pts Reb Asts Val              | Estadísticas 28 Rotberg 8 Cohen 5 Karsh 25 Rotberg | Pabellón: Rimi Olympic Centre Asistencia: 952 espectadores Árbitros: Amal Dahra Karolina Andersson Veronika Obertová |  |

Tercera ventana
| 9 de febrero de 2023 | Israel                                          | 71–57                                | Suecia                                                               | Rishon LeZion |  |
| 18:00                | Parciales: 19–10, 12–22, 23–8, 17–17            | Parciales: 19–10, 12–22, 23–8, 17–17 | Parciales: 19–10, 12–22, 23–8, 17–17                                 | |  |
|                      | Estadísticas Baron 29 Simms 16 Simms 8 Baron 35 | Reporte Pts Reb Asts Val             | Estadísticas 13 Zahui 10 Zahui 5 F. Eldebrink, E. Eldebrink 14 Zahui | Pabellón: Maccabi House Arena Asistencia: 1250 espectadores Árbitros: Özlem Yalman Jelena Smiljanić Maria Ignatiou |  |

| 12 de febrero de 2023 | Suecia                                                | 65–71                                | Letonia                                                           | Estocolmo                                                                        |  |
| 16:35                 | Parciales: 19–16, 18–9, 13–20, 15–26                  | Parciales: 19–16, 18–9, 13–20, 15–26 | Parciales: 19–16, 18–9, 13–20, 15–26                              |                                                                                  |  |
|                       | Estadísticas Zahui 18 Zahui 7 E. Eldebrink 8 Zahui 16 | Reporte Pts Reb Asts Val             | Estadísticas 37 Šteinberga 9 Šteinberga 5 Jākobsone 38 Šteinberga | Pabellón: Avicii Arena Árbitros: Marek Kúkelčík Juozas Barkauskas Davíð Tómasson |  |

### Ranking de segundos clasificados
Los cuatro mejores equipos clasificados en segundo lugar (excepto los de los grupos F e I) se clasifican para el torneo. Si alguno de los anfitriones está en posición de clasificarse, el siguiente mejor segundo se clasificará. Los partidos contra el equipo clasificado en cuarto lugar no se incluyen en este ranking.
| Pos. | Grp | Equipo       | PJ | G | P | GF  | GC  | DG  | Pts | Clasificación   |
| ---- | --- | ------------ | -- | - | - | --- | --- | --- | --- | --------------- |
| 1    | C   | Hungría      | 4  | 2 | 2 | 332 | 250 | +82 | 6   | EuroBasket 2023 |
| 2    | H   | Eslovaquia   | 4  | 2 | 2 | 317 | 266 | +51 | 6   | EuroBasket 2023 |
| 3    | G   | Gran Bretaña | 4  | 2 | 2 | 285 | 262 | +23 | 6   | EuroBasket 2023 |
| 4    | A   | Alemania     | 4  | 2 | 2 | 288 | 272 | +16 | 6   | EuroBasket 2023 |
| 5    | D   | Polonia      | 4  | 2 | 2 | 253 | 260 | −7  | 6   |                 |
| 6    | B   | Ucrania      | 4  | 2 | 2 | 311 | 326 | −15 | 6   |                 |
| 7    | E   | Croacia      | 4  | 2 | 2 | 300 | 316 | −16 | 6   |                 |

 Fuente: FIBA
Criterios de clasificación: 1) Puntos; 2) Enfrentamientos directos; 3) Diferencia de puntos; 4) Puntos anotados.

## Equipos clasificados
| Equipo          | Método de clasificación                  | Fecha de clasificación  | Participaciones | Última | Mejor resultado          |
| --------------- | ---------------------------------------- | ----------------------- | --------------- | ------ | ------------------------ |
| Eslovenia       | Países anfitriones                       | 11 de junio de 2021     | 3               | 2021   | 10º lugar (2019, 2021)   |
| Israel          | Países anfitriones                       | 11 de junio de 2021     | 6               | 2011   | 8º lugar (1991)          |
| Letonia         | Ganadora del Grupo J                     | 27 de noviembre de 2022 | 9               | 2019   | 4º lugar (2007)          |
| España          | Ganadora del Grupo C                     | 27 de noviembre de 2022 | 21              | 2021   | (1993, 2013, 2017, 2019) |
| Italia          | Ganadora del Grupo H                     | 27 de noviembre de 2022 | 33              | 2021   | (1938)                   |
| Bélgica         | Ganadora del Grupo A                     | 9 de febrero de 2023    | 13              | 2021   | (2017, 2021)             |
| Francia         | Ganadora del Grupo B                     | 9 de febrero de 2023    | 33              | 2021   | (2001, 2009)             |
| Montenegro      | Ganadora del Grupo F                     | 9 de febrero de 2023    | 6               | 2021   | 6º lugar (2011)          |
| Serbia          | Ganadora del Grupo E                     | 9 de febrero de 2023    | 6               | 2021   | (2015, 2021)             |
| Turquía         | Ganadora del Grupo D                     | 9 de febrero de 2023    | 9               | 2021   | (2011)                   |
| Grecia          | Ganadora del Grupo G                     | 9 de febrero de 2023    | 9               | 2021   | 4º lugar (2017)          |
| Hungría         | Top 4 de segundos clasificados (Grupo C) | 12 de febrero de 2023   | 31              | 2019   | (1950, 1956)             |
| Gran Bretaña    | Top 4 de segundos clasificados (Grupo G) | 12 de febrero de 2023   | 4               | 2019   | 4º lugar (2019)          |
| República Checa | Ganadora del Grupo I                     | 12 de febrero de 2023   | 14              | 2021   | (2005)                   |
| Eslovaquia      | Top 4 de segundos clasificados (Grupo H) | 12 de febrero de 2023   | 12              | 2021   | (1997)                   |
| Alemania        | Top 4 de segundos clasificados (Grupo A) | 12 de febrero de 2023   | 15              | 2011   | (1997)                   |